# Ḩājjī Beyk (ort i Iran)
Ḩājjī Beyk (persiska: حاجّی بيگ, Ḩājjī Beyg, حاجی بیک) är en ort i Iran.   Den ligger i provinsen Alborz, i den nordvästra delen av landet, 70 km väster om huvudstaden Teheran. Ḩājjī Beyk ligger 1 209 meter över havet och antalet invånare är 685.
Terrängen runt Ḩājjī Beyk är platt.Runt Ḩājjī Beyk är det ganska tätbefolkat, med 86 invånare per kvadratkilometer. Närmaste större samhälle är Naz̧arābād, 7,8 km nordväst om Ḩājjī Beyk. Trakten runt Ḩājjī Beyk består till största delen av jordbruksmark.